# Puig d'en Roquet
El Puig d'en Roquet és una muntanya de 430 metres que es troba al municipi de Santa Cristina d'Aro, a la comarca catalana del Baix Empordà.